# Universal Negro Improvement Association and African Communities League
Pour les articles homonymes, voir UNIA.

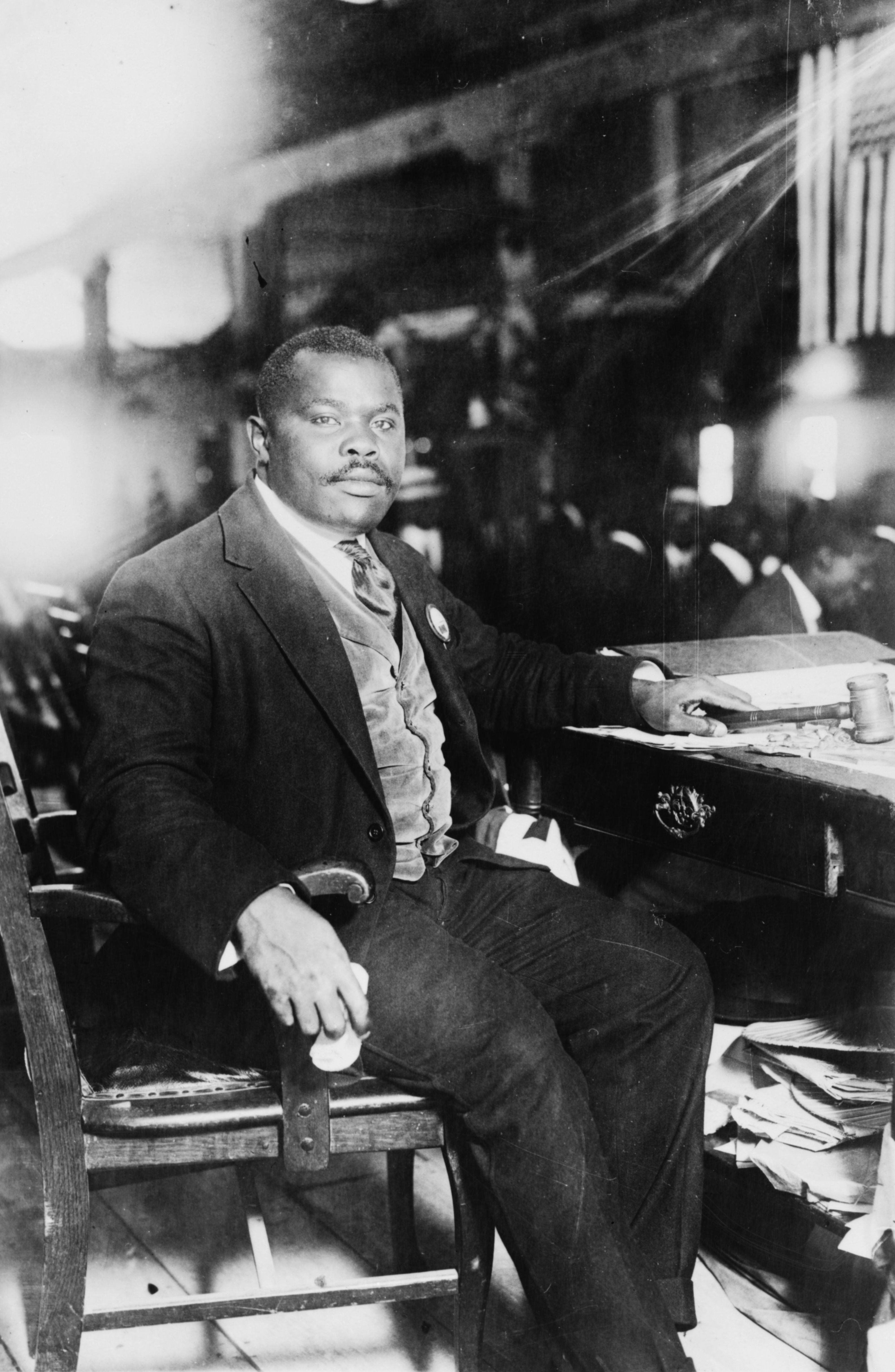
Marcus Garvey en 1924.

L'Universal Negro Improvement Association and African Communities League (UNIA) est une organisation nationaliste noire internationale créée par Marcus Garvey à Kingston en Jamaïque en août 1914. Elle portait originellement le nom de Universal Negro Improvement and Conservation Association and African Communities League (le mot Conservation sera plus tard retiré).

## Histoire

### Création
Selon le préambule de la constitution de 1929 de l'UNIA, celle-ci est : une association sociale, amicale, humanitaire, charitable, éducative, institutionnelle, constructive et expansible, fondée par des personnes désirant à l'extrême travailler pour l'élévation générale des personnes d'ascendance africaine dans le monde. [...] La devise de l'organisation est « un Dieu ! Un but ! Un destin ! ».
La première section américaine de l'UNIA est créée à New York en 1917 par Marcus Garvey, avec 13 membres, qui seront 3 500 trois mois plus tard. Elle naît dans un contexte particulier : dans les années 1910, la détérioration de la situation économique et raciale dans le sud des États-Unis conduit à une migration des travailleurs noirs vers le Nord, où les industries recherchent de la main d’œuvre. Cet afflux de main-d’œuvre permet au patronat de baisser les salaires et de briser les grèves, entrainant des tensions entre ouvriers noirs et ouvriers blancs. Cette situation et la ségrégation raciale dont sont victimes les Noirs américains permettent à l'organisation d'origine jamaïcaine de connaître une croissance rapide au sein des communautés afro-américaines, mais aussi dans des communautés noires à l'extérieur des États-Unis. En 1920, l'association revendiquait ainsi 1 100 sections dans 40 pays. Mais les États-Unis resteront la principale base de l'organisation, et ce jusqu'à nos jours.
L'UNIA créa des organisations et des entreprises satellites, parmi lesquelles la « légion africaine universelle », un groupe paramilitaire, les infirmières de la croix noire africaine, la société de la croix noire africaine, la Universal African Motor Corps, le Black Eagle Flying Corps, la Black Star Line (la ligne maritime de l'étoile noire), la Black Cross Trading and Navigation Company (la société de commerce et de navigation de la croix noire), et Negro Factories Corporation (en) (la société des usines nègres).
L'idéologie de la UNIA est triple : amélioration du sort des noirs partout où ils se trouvent, indépendances africaines, retour des noirs américains en Afrique.

### Drapeau

Le drapeau rouge, noir et vert créé par l'UNIA en 1920.

Les couleurs rouge, noir et vert ont été déclarées couleurs officielles de la race africaine par l'UNIA en 1920, lors de la convention du 13 août au Madison Square Garden. Le drapeau correspondant est ainsi nommé drapeau pan-africain, drapeau afro-américain, drapeau de libération des noirs, ou encore drapeau de l'UNIA. Les trois couleurs représentent :
- rouge : le sang qui unit tous les peuples ayant des ancêtres africains et celui de la lutte pour la libération ;
- noir : le peuple noir en tant que nation, bien que sans État correspondant ;
- vert : l'abondance de la nature d'Afrique.

Le drapeau aurait été créé en réponse à une chanson raciste, écrite en 1900, qui s'intitule Every race has a flag but the 'Coon',.

### Actions
En 1918, l'UNIA organise des manifestations et adresse une pétition à la future Société des Nations pour demander que les anciennes colonies allemandes en Afrique deviennent un État indépendant. La demande est rejetée et les puissances européennes victorieuses se partagent les colonies.
Au début des années 1920, l'UNIA établit des contacts avec le gouvernement du Liberia (l'un des seuls pays indépendant en Afrique) et tente de le convaincre d'accepter le « rapatriement » d'Afro-Américains sur son sol. Mais le projet inquiète le département d’État américain, qui fait pression sur les autorités libériennes pour obtenir les noms des représentants de l'UNIA impliqués dans les discussions. Le mouvement finit par être interdit et ses membres expulsés. Marcus Garvey est arrêté par le gouvernement américain en 1925, puis expulsé vers la Jamaïque en 1927. Amy Jacques Garvey, la seconde épouse de Marcus, prend officieusement la direction de l'UNIA pour laquelle elle travaille depuis des années. Après l'expulsion de Marcus, le mouvement américain connait des divisions et des scissions qui l'affaiblissent. Après la mort de Garvey en 1940, la UNIA perd de son influence, même si elle existe toujours en 2006. Pendant les années 1920 et 1930, la UNIA a été le principal moteur du nationalisme noir, dans les Caraïbes mais surtout aux États-Unis.
Beaucoup d'organisations afro-américaines, même celles refusant le nationalisme et le séparatisme noir, subiront l'influence de son militantisme de la « fierté noire ».